# 伊藤勇
伊藤 勇（いとう いさむ、1909年12月12日 - 1971年3月1日）は、日本の元プロボクサー。

## 略歴
喧嘩に強くなりたいとボクシングを始め、1928年にアマの全日本フライチャンピオンとなる。翌年プロに転向、柏村五郎（3勝1敗3引分け）、除廷権（3敗3引分け）ら強豪と対戦した。
技巧派のボクサー・タイプで、1934年、花田陽一郎との全日本フライ級決勝戦に臨んだが、その技巧も“今牛若丸”花田の変幻自在の技には及ばず、判定負け。1936年にも同タイトルを花田と争ったがこれも判定負け。終生プロのタイトルには縁がなかった。
引退後は審判員になったり、千葉県船橋市でジム経営に携わったが、1971年3月1日、不慮の転落死を遂げた。

## 主要戦歴
- 1929年10月31日 - 柏村五郎とのプロデビュー戦、4ラウンドTKO負け。
- 1934年12月25日 - 花田陽一郎との日本フライ級タイトル決勝戦、10ラウンド判定負け。
- 1936年1月5日 - 花田陽一郎との日本フライ級タイトル決勝戦、10ラウンド判定負け。